# Alexandra Tavares de Moura
Alexandra Nunes Esteves Tavares de Moura (12 de fevereiro de 1969) é uma política portuguesa e ex-deputada à Assembleia da República nas XIV e XV legislaturas pelo Partido Socialista. Atualmente, desempenha funções de deputada à Assembleia Municipal de Oeiras, sendo presidente do seu grupo municipal. 

## Formação académica
Alexandra Tavares de Moura é licenciada em Psicologia Clínica pelo ISPA – Instituto Universitário de Ciências Psicológicas, Sociais e da Vida, mestre em Gestão de Recursos Humanos, pós-graduada em Recursos Humanos e Benefícios Sociais pelo ISEG e pós-graduada em Igualdade de Género pelo ISCSP. 

## Carreira profissional

### Administração pública e ensino
Tavares de Moura iniciou a sua carreira na administração pública como técnica superior nos Serviços de Psicologia e Orientação da Direção Regional de Educação de Lisboa (DREL), coordenando os serviços localizados na Área Pedagógica 7 – Grupo A. Posteriormente, foi chefe de divisão e diretora de serviços académicos na Escola Superior de Enfermagem de Lisboa (ESEL), onde desempenhou funções como Diretora de Serviços de Gestão Académica e Formação entre julho de 2011 e outubro de 2019. Representou a ESEL no Observatório Social das Instituições de Ensino Superior (ORSIES). 

### Administração local e gestão
Entre 2003 e 2006, foi diretora de departamento dos assuntos sociais e juventude na Câmara Municipal de Odivelas e administradora da Parques Tejo entre 2006 e 2009.

### Primeiros projetos profissionais
Iniciou a sua carreira num projeto de prevenção primária da toxicodependência, no Núcleo de Intervenção Comunitária para a Prevenção da Toxicodependência (NICPT), do Projeto "HORIZON AMANHÃ" (1993–1995). Participou em diversos projetos de intervenção comunitária, programas de educação para a saúde, orientação escolar e profissional, e como formadora.

## Carreira política

### Atuação local
Tavares de Moura iniciou a sua militância política no Partido Socialista, sendo eleita para a junta de freguesia de Santa Engrácia (1994–2001), onde teve os pelouros da prevenção primária da toxicodependência, educação e juventude. Foi deputada à Assembleia de Freguesia de Linda-a-Velha (2001–2005), líder da bancada do PS na Assembleia Municipal de Oeiras (2009–2013), vereadora não executiva na Câmara Municipal de Oeiras (2013–2017) e é atualmente presidente do grupo municipal do PS na Assembleia Municipal de Oeiras.

### Assembleia da República

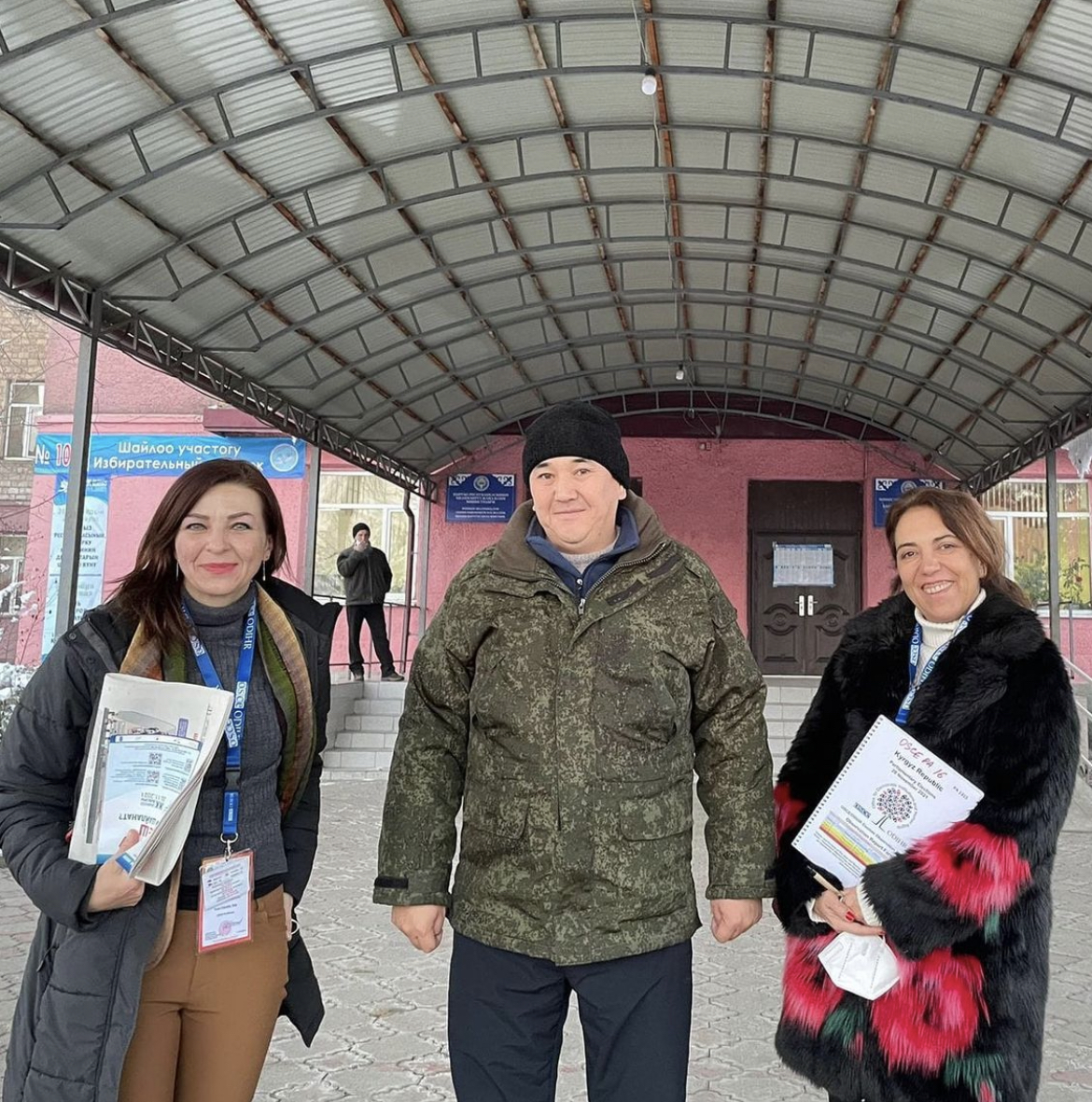
Alexandra Tavares de Moura em missão de observação eleitoral no Quirguistão

Foi deputada nas XIV e XV legislaturas, tendo integrado diversas comissões:
- XIV legislatura: Comissão do Trabalho, Segurança Social e Inclusão; Comissão de Administração Pública, Ordenamento do Território e Poder Local.

- XV legislatura: Comissão de Educação, Ciência, Juventude e Desporto; Comissão de Administração Pública, Modernização Administrativa, Descentralização e Poder Local; Comissão de Saúde; acompanhamento da aplicação das medidas de resposta à pandemia de COVID-19.[5]

### Militância no Partido Socialista
- Presidente da Comissão Política do PS de Oeiras (2012–2018).

- Coordenadora da secção de residência do PS de Linda-a-Velha (2010–2012).

- Membro do secretariado da Comissão Política de Oeiras (2004–2010).

- Membro da Comissão Nacional do PS (2006–2021).

- Comissária política do Departamento Federativo das Mulheres Socialistas (DFMS) da FAUL (2006–2010; 2013).

- Secretária Nacional das Mulheres Socialistas – Igualdade e Direitos (MS-ID).

- Coordenou o Observatório para a Igualdade de Género do DFMS (2014–2018).

### Atividade cívica
- Vice-Presidente da Mesa da Assembleia Geral de Bombeiros Voluntários de Carnaxide (2004–2008).

- Vice-Presidente e membro da comissão instaladora da Associação de Solidariedade Entre Gerações (1997–2001).

- Vice-Presidente e sócia fundadora da Associação para a Formação e Intervenção Comunitária (1995–1999).